# パン・ファンテジー
パン・ファンテジー（仏: pain fantasie）はフランスのパンの総称の1つである。小麦粉・塩・水・イーストのみで作られるフランスの伝統的なパンであり、材料と製法は同じだがさまざまな形状ごとに異なる名前が付けられている。

## 概要
小麦粉・塩・水・イーストのみで作られるフランスの伝統的なパンにはパン・ファンテジー以外に、パン・トラディショネル（仏: pain traditionnel）がある。パン・トラディショネルとパン・ファンテジーの材料、製法は同じであるが、パン・トラディショネルはバゲットに代表されるような棒状のパンであり、棒状でない形状のパンがパン・ファンテジーに分類される。
パン・トラディショネルとパン・ファンテジーは皮のパリパリした食感を楽しむパンであり、パンの皮ではなく中身を食べるパンとしてはパン・ド・ミーがある。
パン・ファンテジーは形状が異なることで、皮の固さが変わり、中の柔らかさとのバランスも変わることで形状特有の味わいになる。

## ファンデュ
ファンデュ（仏: fendu）は「割れた」の意。フォンデュとも。重さは約100グラムで真ん中に線が入っている。
オーヴェルニュ地域圏でよく食べられている。
生地の中央に割れ目を付けてから焼く。

## フーガス
重さは約350グラム。ラテン語で「灰に埋めて焼いた」という語が語源。

## シャンピニオン
シャンピニオン（仏: champignon）はマッシュルームの意。
小さな平たい生地をキノコのカサに見立てて丸い生地の上に乗せて焼く。重さは丸い生地が100グラム、平たい生地が10グラム。
平たいカサの部分はカリカリになるのが特徴。

## エピ
エピ（仏: épi）は「麦の穂」の意。ハサミで切れ目を入れて形状を作る。

## クーペ
フットボール型で中央にクープが1本ある。約100グラム。

## タバティエール
タバティエール（仏: tabatière）は「嗅ぎタバコ入れ」の意。約100グラム。
オーヴェルニュ地域圏でよく食べられている。
かるく丸めた生地の一部を麺棒で伸ばして薄くし、折って被せる。蓋の部分の生地が薄く、カリカリに焼きあがるのが特徴

## ギャラリー

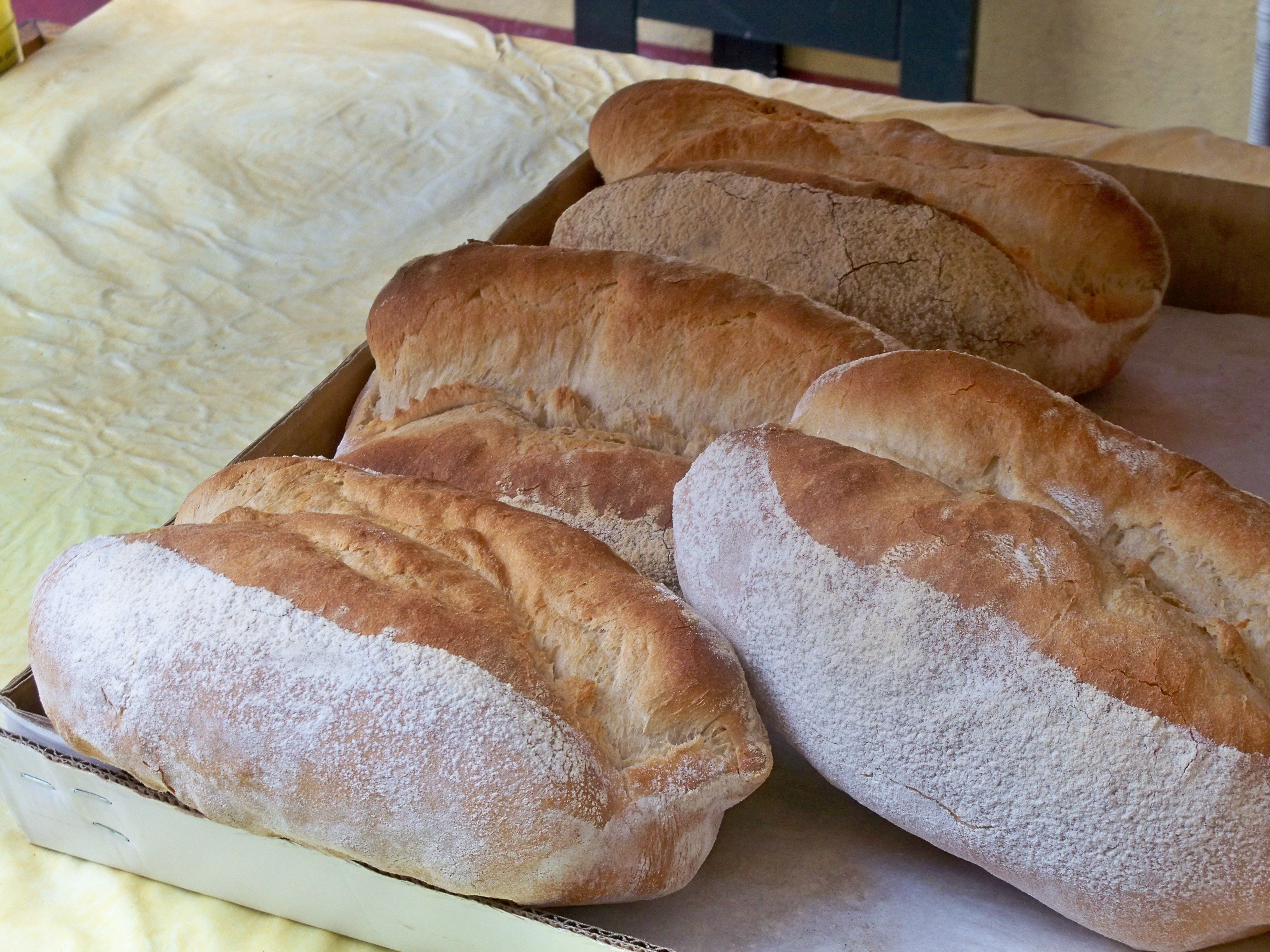
ボーケールのファンデュ
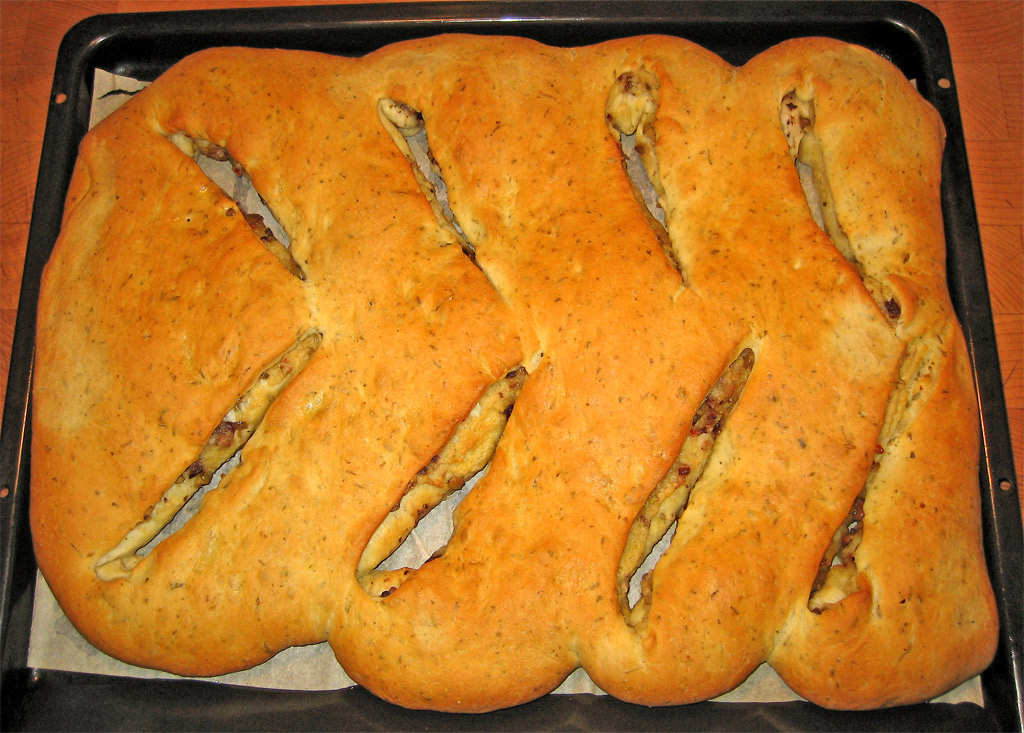
フーガス
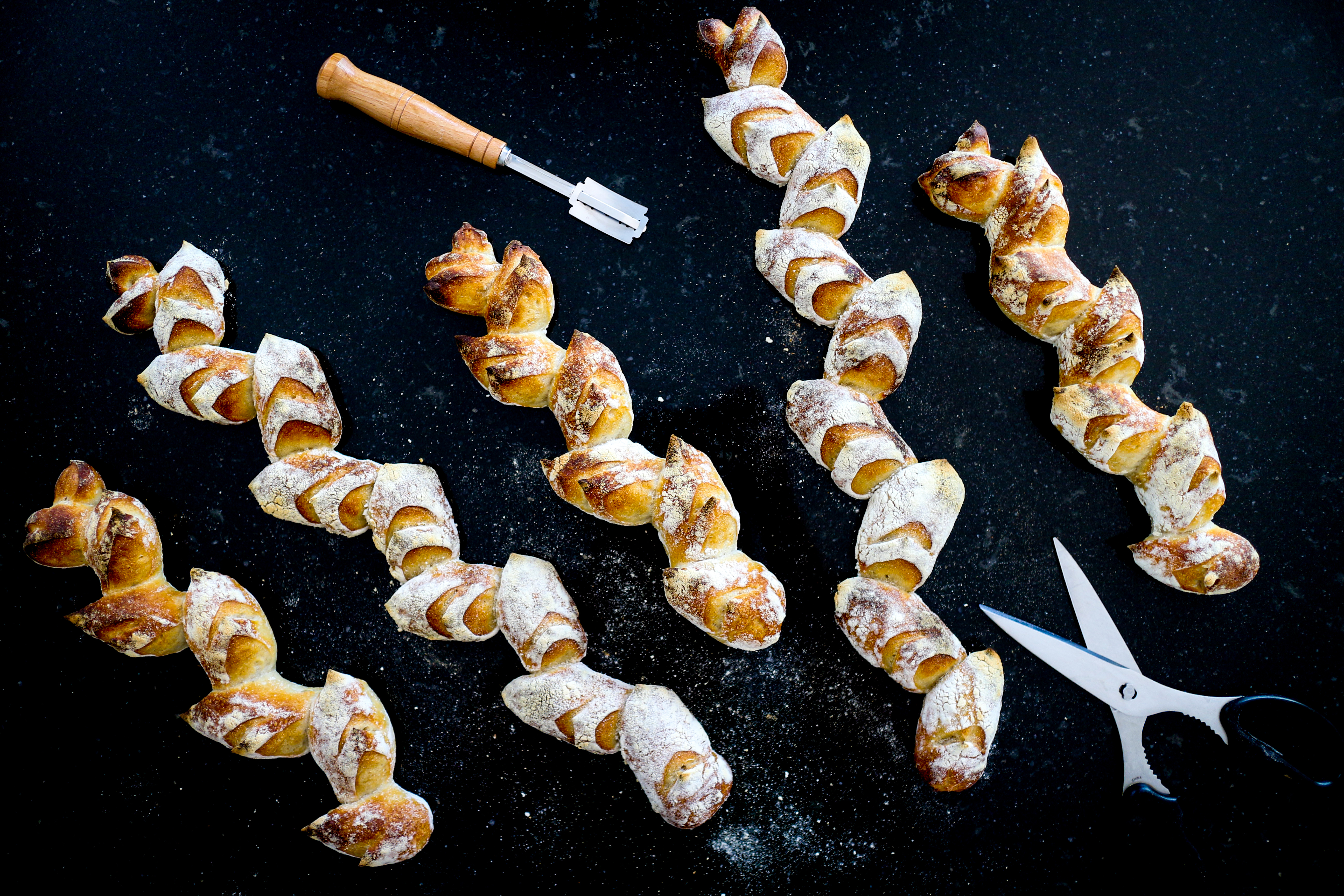
エピ